# 이베리아반도

이베리아반도

이베리아반도(스페인어: Península ibérica, 포르투갈어: Península Ibérica)는 유라시아의 제일 서쪽에 위치한 유럽의 남서쪽 끝에 있는 반도이다. 동쪽과 남쪽은 지중해, 서쪽과 북쪽은 대서양과 접해 있다. 북동쪽으로 피레네산맥으로 유럽의 다른 부분과 연결되어 있다. 지브롤터 해협 너머로 아프리카가 있다. 면적은 약 583,254 Km²이고 인구는 약 5천 3백만 명이다. 스칸디나비아반도에 이어 유럽에서 두 번째로 큰 반도이다.

## 이름
이베리아(그리스어: Ἰβηρία)라는 이름은 고대 그리스 시기에 붙여졌고 그리스가 로마 제국의 지배를 받은 이후 로마 역시 이를 차용하여 히베리아(라틴어: Hiberia)라고 불렀다. 로마는 나중에 이 지역을 히스파니아로 부르게 되는데 이는 오늘날 에스파냐(스페인어: España)라는 이름의 기원이 된다.

### 고대 그리스
고대 그리스인들이 이베리아라고 부른 곳은 두 곳이다. 하나는 지금의 이베리아반도이고 다른 하나는 동쪽의 이베리아 왕국으로 오늘날 캅카스 지역에 있었다. 고대 그리스인들 보다 먼저 지중해를 통해 이베리아반도에 도달한 사람들은 페니키아였다. 그리스인들은 이들의 정보를 바탕으로 이베리아로 향하였고 기원전 5백년 무렵의 지리학자 헤카타이오스가 제일 처음 이베리아라는 명칭을 사용하기 시작하였다.
고대 그리스인들은 서유럽 지역을 켈트족이 사는 곳이란 의미인 겔티케라고 불러왔다. 이를 피레네산맥을 기준으로 둘로 나눠 갈리아와 이베리아를 처음 구분한 사람은 고대 그리스의 지리학자 스트라본이다. 스트라본은 피레네의 "서쪽"을 이베리아로 불렀다. 스트라본은 에브로강에 접한 지역이기에 이베리아라고 부른다고 설명하였다. 스트라본이 피레네산맥을 기준으로 지역을 구분하긴 하였지만 당시 고대 그리스인들은 이 지역을 상세하게 알지 못하였고 기원전 2세기의 역사학자 폴리비오스는 이러한 한계를 인정하면서도 이베리아의 남단에 지브롤터가 있다고 기록하였다. 당시의 이베리아는 지중해에 면한 지역만을 가리키는 이름이었으며 고대 그리스인들은 대서양에 면한 지역에 이름을 붙이지 않았다. 다만 폴리비오스는 이베리아의 사군토를 켈티베리아의 주요 항구로 기록하였다. 스트라본은 당시 이베리아의 주민 대다수가 켈트족에 속하는 켈티베리아인이라고 하였다.

### 고대 로마
고대 로마인들은 초기에 그리스에서 받아들인 이베리아라는 이름을 사용하였지만 얼마 지나지 않아 히베리아, 히스파니아가 혼용되었다. 이는 이베리아라는 이름이 에브로강에서 연원한 것과 관련이 있는데 로마인들은 이 강을 히베루스(라틴어: Hiberus)라고 불렀기 때문이다. 라틴어로 히베리아를 처음 기록한 사람은 기원전 200년 무렵의 시인 엔니우스이었고 베르길리우스는 《게오지카》에서 "쉼 없는 이베리아인"을 언급하였다. 로마 공화정 후기에 들어서면서 이 지역의 이름은 히스파니아로 굳었다.

### 알안달루스

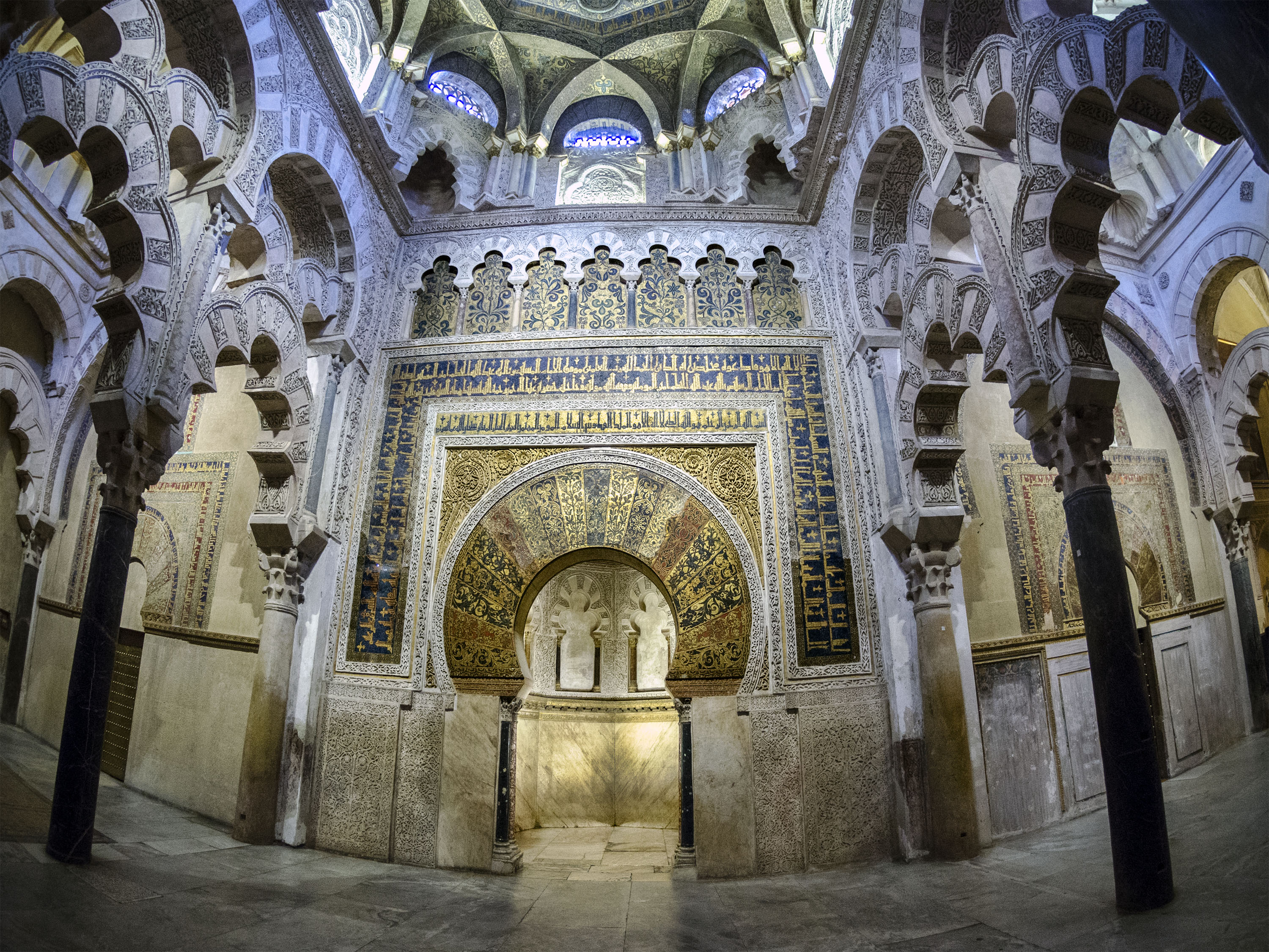
스페인 코르도바의 메스키타

서로마 제국의 붕괴 이후 이베리아 반도에는 서고트족을 비롯한 여러 게르만족이 이주하여 자리를 잡았다. 기원후 711년 우마이야 왕조의 아미르였던 타리크 이븐 지야드가 이베리아를 침공하여 정복하였다. 이후 이베리아 반도의 대부분은 이슬람의 영토가 되었고, 이후 이 지역은 알안달루스로 불리게 되었다. 이 이름은 오늘날 안달루시아주로 계승되었다.
서유럽의 기독교 국가들에게 알안달루시아는 잃어버린 영토라는 인식이 있었고 계속하여 이슬람 세력과 충돌하였다. 8세기 무렵 시작되어 15세기까지 이어진 레콩키스타(스페인어: Reconquista, 재정복)의 과정에서 이슬람은 차츰 패퇴를 거듭하였고 1492년 그라나다가 정복되어 이베리아 반도 전역은 레온 왕국, 카스티야 왕국, 아라곤 왕국 등의 영토가 되었다. 에스파냐 왕국(스페인)은 카스티야 왕국과 아라곤 왕국이 혼인을 통해 합병되어 건국되었다. 이후 이 지역을 대표하는 이름은 에스파냐와 포르투갈이 되었다.

### 근대의 명칭
오늘날 지명인 "이베리아 반도"는 프랑스의 지리학자 장 밥티스트 보리 드 생빈센트가 1823년 《에스파냐 여행 안내서》(프랑스어: Guide du Voyageur en Espagne)에서 이름 붙인 것이다. 그 이전에 이 지역을 가리키는 명칭은 "에스파냐 반도", "피레네 반도" 등이 쓰였다.

## 역사

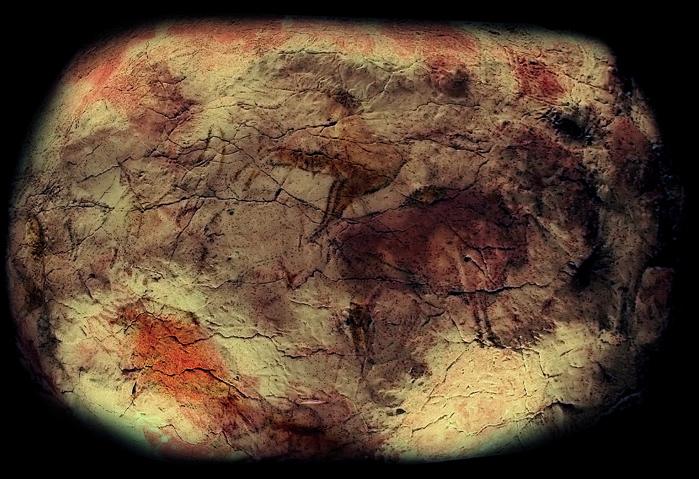
알타미라 동굴 벽화의 복제품

### 선사 시대
이베리아반도에는 구석기 시대부터 사람이 살았다. 알타미라 동굴에 있는 벽화는 3만년 전에서 1만 3천년 전 사이에 이 동굴에 살았던 사람들이 그려넣은 것이다.
신석기 시대의 이베리아반도에는 다양한 거석 문화가 있었다. 이 가운데 압인무늬토기 문화는 연안을 따라 지중해 북부에 널리 퍼져 있었다.
기원전 3천년 무렵 이베리아는 동기 시대를 맞았다. 이베리아를 비롯하여 유럽 여러 곳에서 나타나는 비커 문화는 구리를 이용한 도구를 제작하였다.
기원전 1800년 무렵 이베리아의 청동기 시대가 시작되었다. 오늘날 알메리아 근처에 자리 잡고 있던 동기 문화인 로스 밀라레스는 새롭게 들어 선 청동기 문화 엘 아르가르에 흡수되었다. 고고학자들은 초기 청동기 시대 이베리아의 서남단에 국가급 사회조직을 지닌 정착지가 형성되었다고 본다. 이 지역의 중심에서 청동 야금술이 주변으로 퍼져나갔다. 청동기 후기에 이르러 이베리아 남서부에 타르테소스 문명이 발전하였다. 페니키아는 이들의 언어가 동남부의 이베리아어와 다르다고 기록하였다. 이베리아 동남부에 살던 사람들은 이베리아인으로 불렸다.
기원전 1천년 무렵부터 중부 유럽에서 켈트족이 이주하여 왔다. 켈트어는 인도유럽어족에 속하고 그 이전에 살던 선주민들은 그와는 다른 어족에 속한다. 켈트족 이후 인도유럽어족의 언어가 이베리아의 대다수 지역에서 쓰이면서 그에 속하지 않는 언어는 서서히 사라져 갔다. 오늘날 이베리아반도에서 인도유럽어족에 속하지 않는 언어로는 바스크어가 유일하다.

### 상고 시대

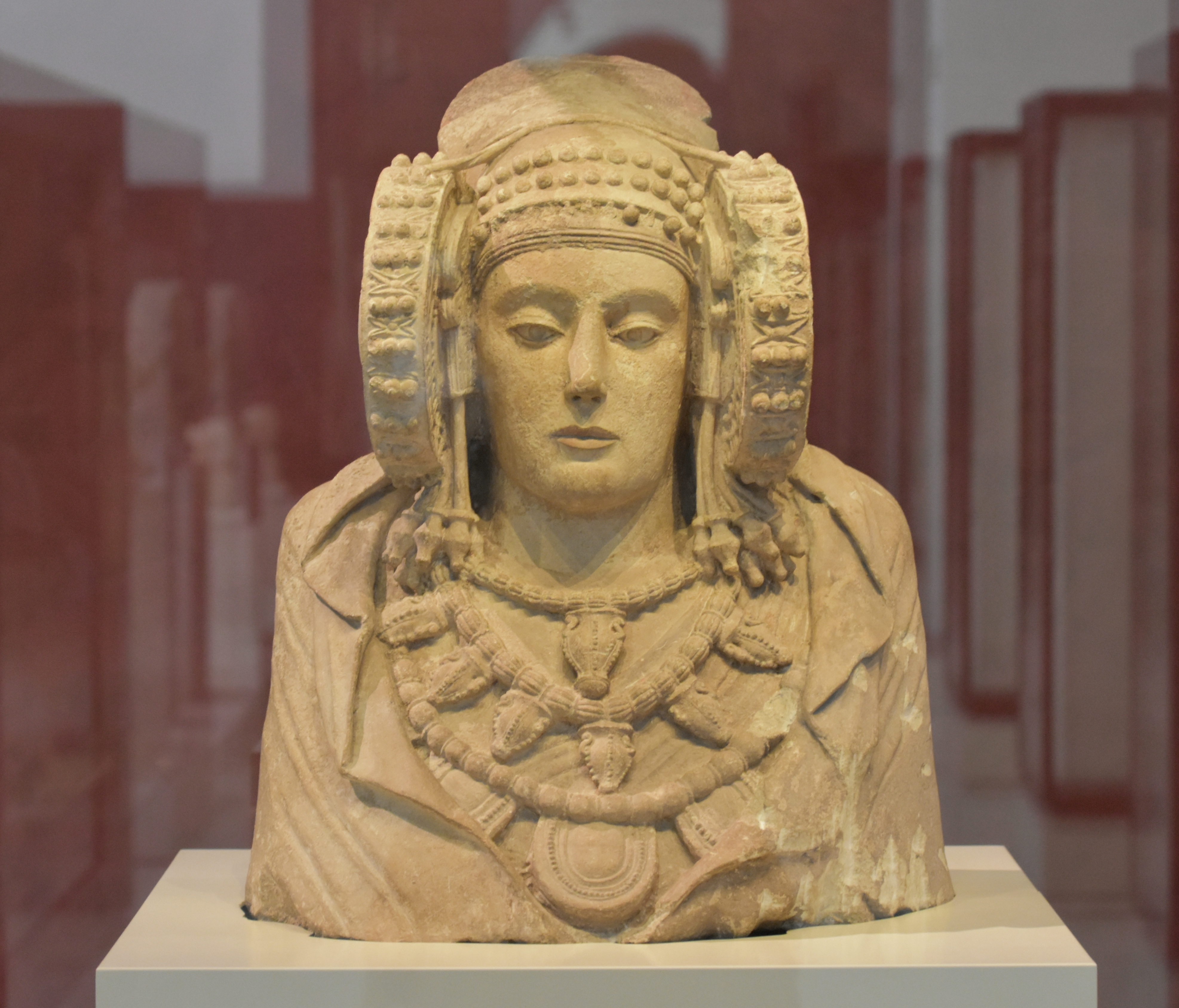
이베리아인의 조각

고대 로마가 이베리아반도를 속주로 삼기 이전의 시기를 이베리아의 상고 시대로 볼 수 있다. 이 시기 이베리아반도에는 이베리아인과 켈트족이 여러 부족을 이루며 살았다. 페니키아와 고대 그리스의 선박들이 이베리아에 당도한 것도 이 무렵이다. 페니키아인들은 타르테소스와 이베리아반도 남서부의 풍부한 광석을 거래하였고 기원전 1100년 무렵 오늘날 카디스 지역에 무역 거점 항구 식민지인 가디르(또는 가데스)를 세웠다. 기원전 8백년 무렵 페니키아인들은 아시리아 제국의 은을 들여와 광물과 교환하였다.
고대 그리스와 카르타고가 페니키아의 지중해 연안 해상 무역을 뒤이었다. 고대 그리스인들은 해상 무역 거점에 식민지들을 건설하였는데 오늘날 엠푸리에스에 해당하는 엠포리온 등이 있었다. 이베리아반도 남부에 여전히 페니키아의 식민지들이 있는 상황에서 고대 그리스의 무역 거점은 동부 지중해 연안에 건설되었고 그곳을 흐르는 에브로강의 이름을 따 이 지역을 이베리아라고 불렀다.
기원전 6세기 무렵 카르타고 역시 이베리아 남동부에 무역 거점 항구를 세웠다. 이 도시는 오늘날 카르타헤나가 되었다.

### 고대 로마 지배기

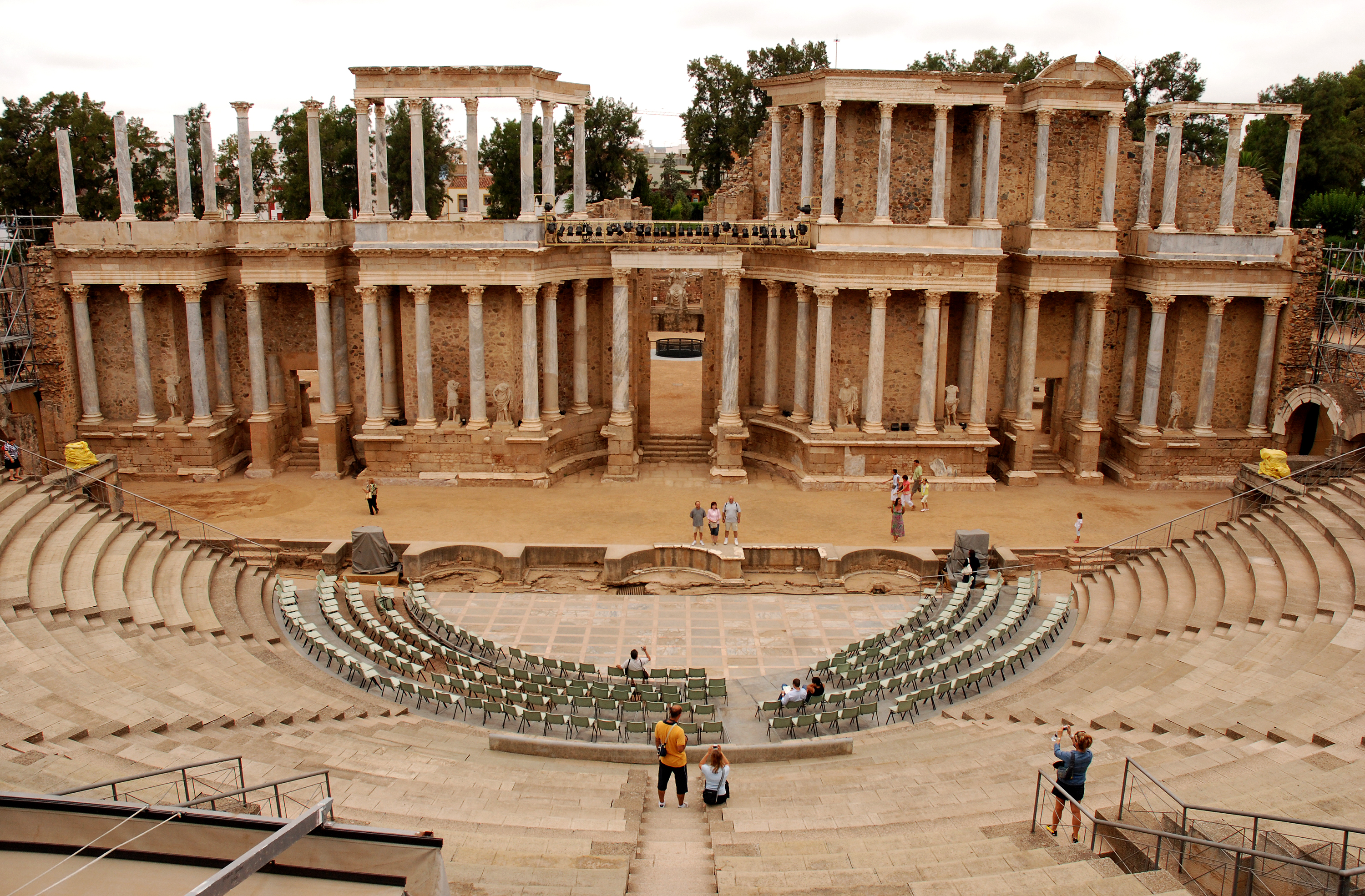
고대 로마 시기에 지어진 극장 아우구스타 에메리타

고대 로마의 군대는 제2차 포에니 전쟁 와중에 처음으로 이베리아반도에 발을 들였다. 그러나 이 일은 전쟁의 일환이었을 뿐 정복을 목적으로 한 것은 아니었다. 이후 2백여 년에 걸쳐 이베리아반도의 켈트족과 이베리아인들은 로마 군대와 전쟁을 벌이게 되었고 결국 아우구스투스 시기에 이르러 로마의 속주로 편입되었다. 이후 이베리아반도는 히스파니아로 불렸다.
로마의 지배는 6백여 년 동안 지속되었고 그 사이 라틴어가 깊숙히 자리 잡았다. 로마는 히스파니아의 대농장에서 곡물과 올리브를 재배하였고 은을 비롯한 각종 광물을 체굴하였다. 로마의 황제들 가운데 트라야누스, 하드리아누스, 마르쿠스 아우렐리우스, 테오도시우스 1세가 히스파니아 출신이었고, 루키우스 안나이우스 세네카와 마르티알리스, 루카누스 같은 문인들 역시 히스파니아에서 태어났다.
로마 제국 시기 히스파니아에는 루시타니아, 히스파니아 타라코넨시스, 히스파니아 바이티카의 세 속주가 있었다.

### 게르만족의 이주
서로마 제국이 붕괴하자 게르만족이 서유럽을 거쳐 이베리아 반도로 이주하여 왔다. 수에비족, 서고트족, 반달족, 알란족 등의 부족들이 이주하여 왔다. 먼저 이주해 온 수에비족이 수에비 왕국을 세웠으나 이후 이주해 온 서고트족에게 멸망 당하였다. 수에비 왕국을 정복하고 세워진 서고트 왕국은 이후 이베리아반도에서 기독교로 개종하고 654년 무렵 서고트 법전을 만드는 등 중세 국가로 발전하였다.

### 알안달루스
기원후 711년 우마이야 왕조의 아미르였던 타리크 이븐 지야드가 이베리아를 침공하여 정복하였다. 이후 이 지역은 이슬람 세계에서 알안달루스라는 이름으로 불렸다. 이슬람의 지배 속에서 이베리아반도의 주민들은 이슬람으로 개종하여 물라디가 되거나 기독교 신앙을 유지한 모사라베가 되었다. 모사라베는 이슬람 세계의 비이슬람 교도인 딤미로 취급되어 신앙의 유지는 인정되었으나 세금과 사회적 지위에서 차별을 받았다.
몇 세기에 걸친 이슬람의 지배 아래서 10세기 말에서 11세기 초 사이 이베리아반도 주민의 대부분은 무슬림이었다. 이들은 훗날 무어인이라 불리게 된다. 무슬림 사회는 이베리아 토착의 물라디와 북아프리카에서 건너온 아랍인, 베르베르인으로 구성되어 있었다. 무슬림이 아닌 딤미였던 모사라베와 유대인들은 별도의 지정된 거주 지역에서 생활하였다.
740년 베르베르족의 난이 일어나자 우마이야 왕조는 크게 약화되었고 결국 750년 무너졌다. 그러나 알안달루스는 여전히 여러 아미르들이 통치하는 아미르국들로 남았다.

### 레콩키스타

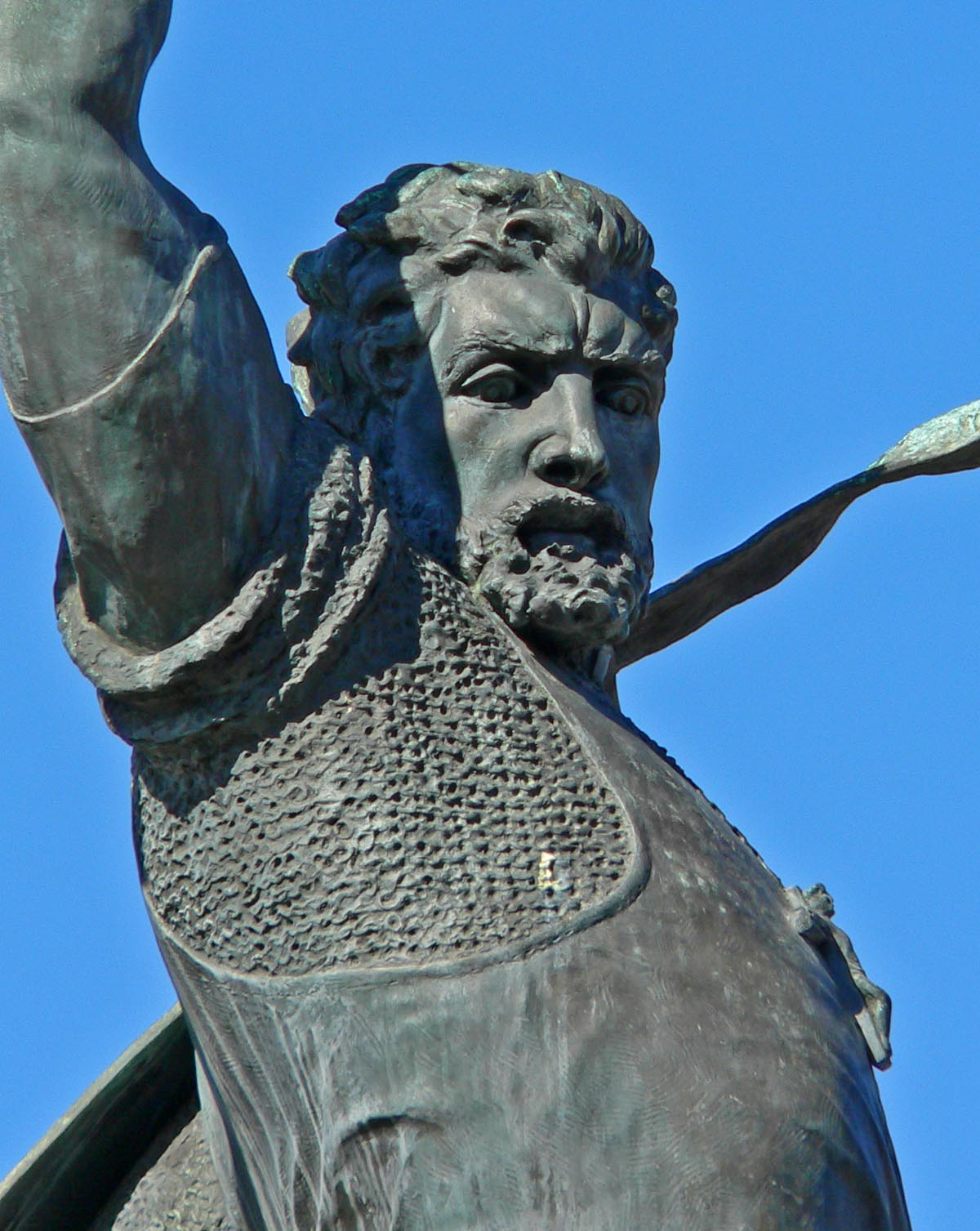
"엘 시드" 로드리고 디아스 데 비바르

이베리아반도 북부의 로마 가톨릭 왕국들은 알안달루스 지역을 잃어버린 영토로 인식하였고 718년부터 재정복을 뜻하는 레콩키스타(스페인어: Reconquista)를 벌였다. 레콩키스타는 보통 722년 코바동가 전투에서부터 시작한 것으로 본다. 포르투갈의 레콩키스타는 1249년에 아폰수 3세가 알가르브(포르투갈어: Algarve, 아랍어:  الغرب)를 점령하였을 때 완료되었다. 아폰수 3세는 ‘포르투갈과 알가르브의 국왕’이라는 칭호를 쓴 최초의 포르투갈 군주였다. 1492년에 아라곤의 페르난도 2세와 카스티야의 이사벨 1세의 에스파냐 연합왕국이 마지막 남은 이슬람 점령지인 그라나다를 정복하여 레콩키스타는 마무리된다. 그라나다를 정복한 에스파냐는 알람브라 칙령을 반포하여 로마 가톨릭으로 개종하지 않은 무슬림과 유대인을 추방하였다.

### 근세
1492년 크리스토퍼 콜럼버스는 서인도 제도에 도착하였다. 콜럼버스는 죽는 날까지 자신이 도착한 곳을 인도라고 여겼지만, 훗날 그곳이 아시아가 아니라 신대륙이라는 사실이 명확해졌다. 1507년 독일의 지도 제작자 마르틴 발트제뮐러는 신대륙에 이탈리아 탐험가 아메리고 베스푸치의 이름을 따 아메리카라는 이름을 붙였다.
콜럼버스의 항해를 후원하였던 스페인 왕국은 얼마 지나지 않아 아메리카에 군대와 선교사를 보내기 시작하였다. 1492년 시작된 스페인의 아메리카 식민지화로 아메리카의 상당 지역은 스페인의 식민지가 되었다. 아메리카에서 상당한 양의 은과 금이 발견되자 이웃의 포르투갈 역시 포르투갈의 아메리카 식민지화를 시작하였다. 스페인과 포르투갈은 경쟁적으로 아메리카를 식민지화 하였고 결국 둘 사이에 큰 갈등이 벌어져 바티칸의 교황에게 중재를 요청하게 된다. 1494년 맺어진 토르데시야스 조약은 서경 46도를 기준으로 그 보다 동쪽에 대해서는 포르투갈에게 서쪽에 대해서는 스페인에게 식만지 운영권을 인정하였다. 이러한 구분은 오늘날에도 히스패닉 아메리카에서는 스페인어가 쓰이는 반면 브라질에서는 포르투갈어가 쓰이는 배경이 되었다.
스페인과 포르투갈은 식민지에서 막대한 부를 가져 왔으며 이를 바탕으로 인구가 급속히 증가하였다. 한편 스페인과 포르투갈은 둘 다 로마 가톨릭을 국교로 삼고 다른 종교를 인정하지 않았기 때문에 레콩키스타 완료 이후 무슬림의 상당수와 유대인이 추방되었다. 무슬림들은 로마 가톨릭으로 개종해야 거주가 인정되었는데 이들을 모리스코라고 불렀다. 기독교로 개종하였다고 무슬림의 관습과 문화까지 하루 아침에 바뀌지는 않았기 때문에 이들은 늘 겉으로만 기독교인이고 속으로는 이슬람을 따른다는 의심을 받았고 탄압받았다. 1567년 펠리페 2세가 이들의 관습 마저 용인하지 않는 법령을 선포하자 결국 모리스코의 난이 발생하였다. 모리스코의 난을 진압한 스페인은 이들을 모두 추방하였고 1609년부터 1614년 사이 대략 30만 명이 아프리카로 이주하였다.
1578년 포르투갈의 세바스티앙이 후사 없이 사망하자 포르투갈 왕국은 합스부르크 왕가의 펠리페 2세가 재임하였던 스페인 왕국에 합병되었다. 동군연합이었던 이베리아 연합은 아비스 왕조의 개조인 주앙 1세가 1640년 포르투갈 독립 전쟁을 벌일 때까지 유지 되었다. 독립 전쟁 시작 이후 포르투갈의 왕위는 아비스 왕조의 방계였던 브라간사 왕가에 계승된다. 다시 독립 왕국이 된 포르투갈은 1910년 혁명으로 공화국이 될 때까지 브라간사 왕가의 군주가 재위하였다.

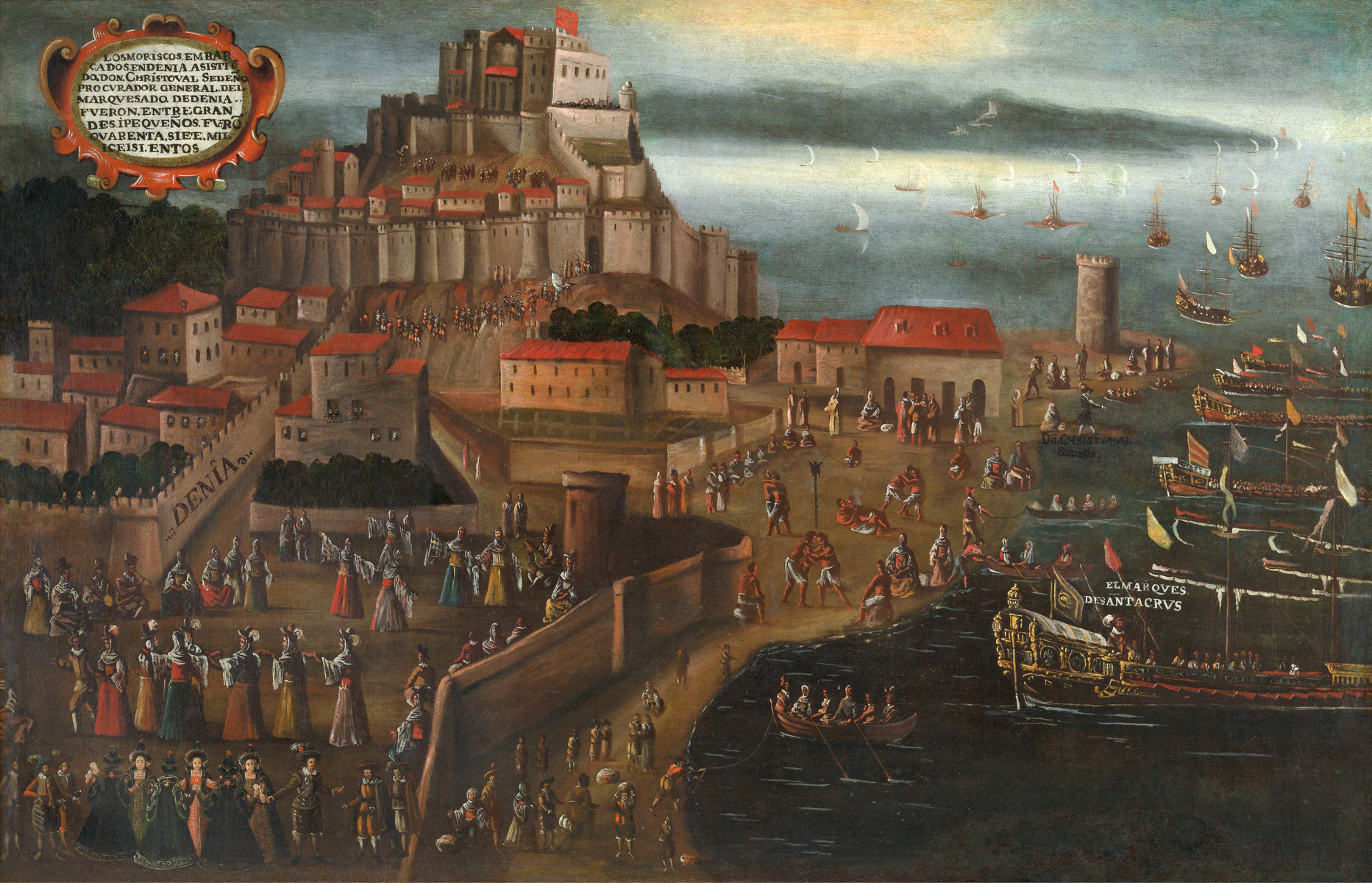
1570년대에 그려진 푸에트로 데 데니아의 풍경

1600년 무렵 이베리아반도는 유럽에서 가장 번영하는 곳 가운데 하나였다. 스페인의 도시 인구는 전체 인구의 약 11.4%이었고, 포르투갈의 경우엔 14.1%에 달했다. 이는 당시 유럽 평균 도시 인구 비중이 7.6%에 불과했다는 점과 크게 대조된다. 당시 이베리아반도의 도시화와 견줄 수 있는 곳은 여러 도시 국가들이 있었던 이탈리아반도뿐이었다. 그러나 17세기에 들어 이베리아 반도는 사상 유래 없는 경기후퇴를 경험한다. 문제는 그 동안 이베리아반도의 발전 원동력이었던 아메리카에서 들여오는 은이었다. 1500년대 초부터 아메리카의 은광에서 은을 채굴하여 들여왔던 스페인은 1550년대에 42.6 톤을 수입하며 절정을 이루었다. 그 이후 양이 크게 줄기는 하였지만 1600년대에도 여전히 연간 수 톤의 은이 유입되었다. 근세 유럽 국가의 화폐는 은본위제를 택하고 있었기 때문에 은의 공급이 늘자 급격한 인플레이션이 일어날 수밖에 없었다. 가격혁명이라 불리는 이 사건으로 스페인과 포르투갈의 재정은 몹시 위태로운 상황에 빠졌다. 1571년 스페인이 레판토 해전에 참전하면서 스페인의 재정은 바닥을 보였고 1585년 잉글랜드-스페인 전쟁에서 무적함대를 잃게 되자 결국 모라토리엄을 선언할 수밖에 없었다. 이후 유럽의 경제 중심은 영국, 네덜란드를 중심으로 한 북유럽 지역으로 이동한다.
1704년 유럽의 패권을 놓고 벌어진 스페인 왕위 계승 전쟁의 결과 체결된 위트레흐트 조약으로 스페인의 왕위는 부르봉 왕가에게 넘어가게 되었다. 스페인의 부르봉 왕가는 1931년 스페인 제1공화국 수립까지 왕위를 이었으며 프란시스코 프랑코 시기 이후 다시 현재까지 왕위를 계승하고 있다. 한편, 영국은 이 전쟁에서 지브롤터를 해외 영토로 획득하여 지금까지 유지하고 있다.

### 근현대

프란시스코 고야의 《1808년 5월 3일》

프랑스 대혁명은 유럽 전역에 큰 영향을 미쳤으나 나폴레옹 보나파르트의 황제 즉위 이후 패권국 사이의 전쟁으로 변질되었다. 스페인의 카를로스 4세와 그의 아들 페르난도 7세가 왕위를 놓고 대립하자 나폴레옹이 조제프 보나파르트를 스페인의 왕으로 내세우며 왕위 쟁탈전에 개입하였다, 이로서 나폴레옹 전쟁의 여파가 이베리아반도로 넘어오게 되었다. 1812년까지 계속된 반도전쟁으로 이베리아반도는 근대 화력전의 참상을 겪어야 하였다.
1823년 브라질이 독립하자 포르투갈은 정치 경제적 위기를 겪을 수 밖에 없었다. 19세기 중반에서 20세기 초 사이 포르투갈을 떠나 라틴아메리카와 미국으로 향한 이민자의 수는 2백만여 명에 이르렀다. 1910년 혁명이 일어나 포르투갈 제1공화국이 수립되었으나 경제 상황은 여전히 좋지 못하였고 정치 역시 불안하였다. 이는 결국 1933년 이스타두 노부를 표방하는 군부 독재로 이어졌다. 안토니우 드 올리베이라 살라자르의 독재 체제였던 포르투갈은 1974년 카네이션 혁명을 통해 민주화되었다.
한편 스페인 역시 1873년 스페인 의회의 공화국 선언에 따라 스페인 제1공화국이 수립되었으나 극심한 이념 대립으로 정치가 불안하였고 결국 왕정 복고가 이루어졌다. 1931년 우파에 대항하여 결성한 범좌파 연합이었던 인민전선의 선거 승리로 스페인 제2공화국이 수립되었지만 프란시스코 프랑코의 반란으로 스페인 내전이 발생하였고 이후 그가 사망하는 1975년까지 군부 독재가 계속되었다. 군부 독재 이후 스페인은 후안 카를로스 1세가 즉위하여 다시 왕국이 되었다.

## 지리

이베리아반도의 지형도

이베리아반도는 유럽 서남단에 위치한 반도로 유럽의 이탈리아반도, 발칸반도, 아시아의 아나톨리아와 함께 지중해 안에 있는 주요 반도를 이룬다. 이베리아반도의 동부와 남부는 지중해에 면해 있고 서부와 북부는 북대서양과 닿아 있다. 북부의 피레네산맥이 유럽의 다른 지역과 구분되는 자연적인 경계를 형성한다. 최남단은 타리파이고 지브롤터해협을 사이에 두고 북아프리카의 세우타와 매우 가까이 위치해 있다.
이베리아반도의 면적은 약 583,254 Km²으로 지역마다 표고 차이가 크다. 동부는 산악 지역으로 가장 높은 곳은 해발 약 3천 미터에 이른다. 이베리아반도의 최남단 지점은 푼타 데 타리파로 불리며 북위 36° 0′ 15″, 서경 5° 36′ 37″에 위치하고 있다. 최북단 푼타 데 에스타카 데 바레스의 위치는 북위 43° 47′ 23.76″, 서경 7° 41′ 17.2″로 둘 사이의 거리는 865 km이다. 가장 서쪽은 호카곶으로 북위 38° 46′ 51″ 서경 9° 30′ 2″이고, 북위 42° 19′ 9″, 동경 3° 19′ 19″에 있는 가장 동쪽의 크레우스곶과 1,155 km 떨어져 있다. 이베리아반도의 전체적인 모양은 사각형으로 고대 그리스의 지리학자 스트라본은 쇠가죽과 같은 모양이라고 서술하였다.
|                                                                           | 푼타 데 에스타카 데 바레스 (북위 43° 47′ 38″ 서경 7° 41′ 17″ / 북위 43.79389° 서경 7.68806° ) |                                                                               |
| 호카곶 (북위 38° 46′ 51″ 서경 9° 29′ 54″ / 북위 38.78083° 서경 9.49833° ) |                                                                                               | 크레우스곶 (북위 42° 19′ 09″ 동경 3° 19′ 19″ / 북위 42.31917° 동경 3.32194° ) |
|                                                                           | 푼타 데 타리파 (북위 36° 00′ 15″ 서경 5° 36′ 37″ / 북위 36.00417° 서경 5.61028° )             |                                                                               |

이베리아반도의 중앙은 메세타고원으로 평균 고도 610 - 760 m의 고지이다. 고원의 중심은 헤타페이고 그 바로 북쪽에 마드리드가 있다. 스페인의 수도인 마드리드는 여러 산이 둥글게 둘러 쌓인 분지에 세워진 도시이다.

### 해안선
이베리아반도 해안선의 총 길이는 약 3,313 km이고, 지중해와 면한 구간이 1,660 km, 대서양과 면한 구간이 1,653 km이다. 지질학적 시간대에 따라 해안선은 상승과 하강을 반복하여 왔다. 대략 26,500년 전에서 19,000년 전 사이인 마지막 빙기의 극대기에 이베리아반도의 해수면은 지금보다 115 - 120 m 정도 낮았다. 지금의 수위가 된 것은 약 4천 년 전 무렵이다. 리스본 동쪽의 해저에는 과거 해수면이 낮았던 시기에는 강이 흘렀을 해저협곡인 나자헤협곡이 있다.
오랜 시간에 걸쳐 형성된 퇴적층이 대륙붕을 형성하였다. 그러나 대서양 방면으로는 대륙붕이 발달하지 못하여 해저 경사면이 가파르다. 700 km가량 이어지는 대서양 측의 대륙붕의 폭은 좁게는 10 km 넓은 곳도 65 km 정도이다. 수심 500 m 정도인 대륙붕 경계면에서 벗어나면 수심은 바로 1천 m까지 떨어진다.

### 강

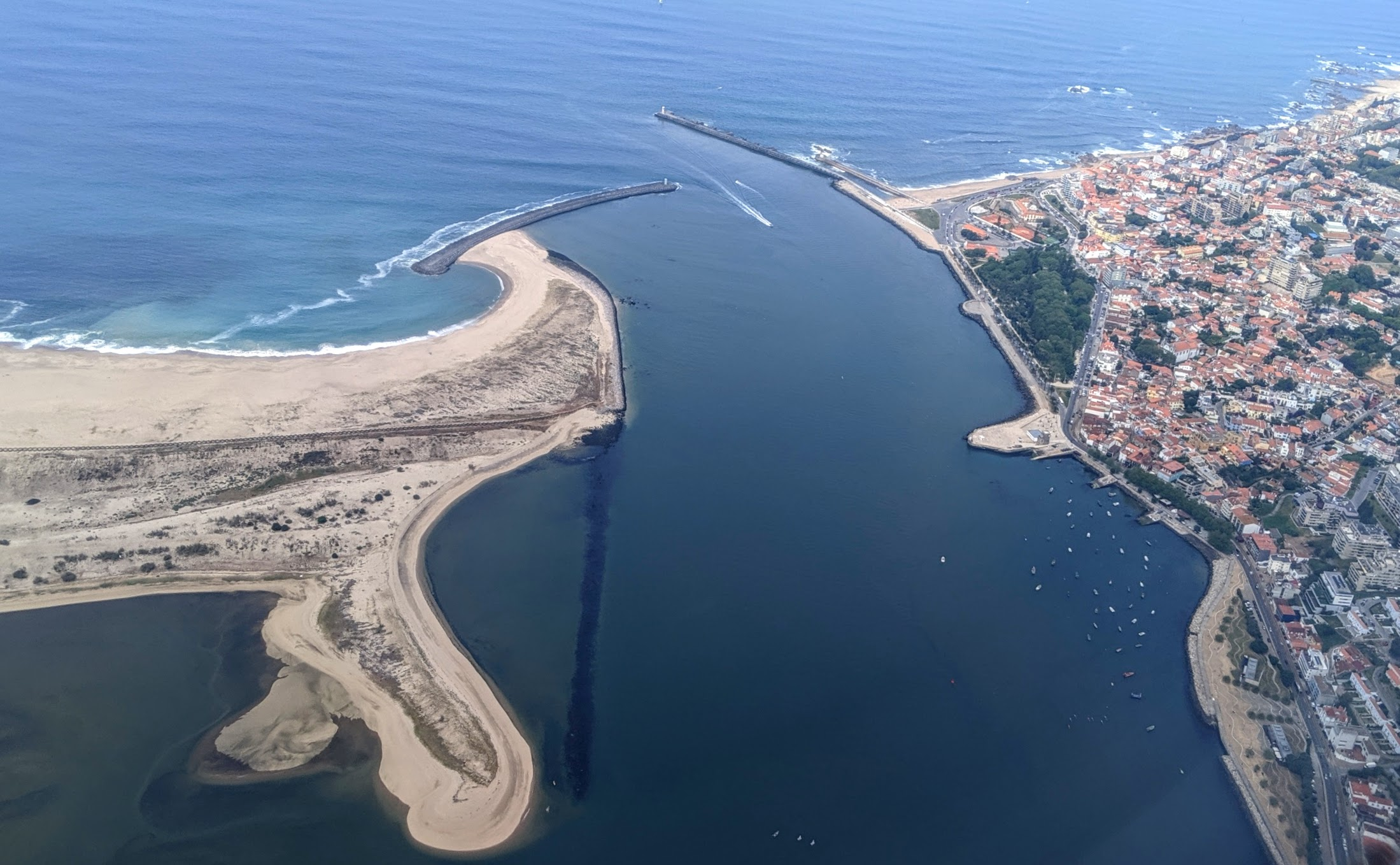
도루강의 하구. 오른쪽은 포르투 왼쪽은 빌라노바드가이아이다.

이베리아반도의 산지에서 발원하는 강들은 넓은 계곡을 때라 해안으로 흐른다. 에브로강, 도루강, 타구스강, 과디아나강, 과달키비르강과 같은 강들이 있으며 가장 긴 강은 타구스강으로 총 연장 1,038 km이다. 타구스강은 동부 산지에서 발원하여 리스본에서 대서양으로 들어간다.
이벨리아반도의 고지는 강우량이 적어 강들 역시 계절에 따라 수위가 크게 변한다.

### 산맥
이베리아반도에는 산지가 크게 발달되어 있다. 주요 산맥은 다음과 같다.
- 피레네산맥 - 유럽과 이베리아의 경계를 이룬다.
- 칸타브리아산맥 - 피레네산맥의 서쪽 이베리아 북부에 있다.
- 갈리시아고원 - 이베리아 북서부 갈리시아주에 있는 고원 지대이다.[55]
- 이베리아산맥 - 이베리아 북동부에 있다.
- 센트랄산맥 - 이베리아 중부에 있다.
- 톨레도산맥 - 스페인의 라만차에서 포르투갈의 포르탈레그르에 이르는 산맥이다.
- 시에라모레나산맥 - 이베리아 남부의 산맥이다.
- 베티코산맥 - 이베리아 남부 연안에 위치한 산맥이다.

### 지질

이베리아반도의 지질도

이베리아반도에는 원생누대에 속하는 에디아카라기의 지층부터 현대인 홀로세에 이르는 모든 지질 시대의 지층이 존재한다. 여러 광석이 풍부하여 고대 시대부터 세계적인 광산 체굴이 이루어져 왔다. 예로부터 은, 구리 등이 출토되었고 오늘날에는 유럽의 대표적인 리튬 산지 가운데 하나이다. 이베리아반도의 광석 자원 가운데는 우라늄도 있다. 이베리아반도 남부의 이베리아 피히테 벨트는 타르테소스 시기부터 지금까지 수천년 동안 광석 채굴이 이루어져 왔다.
고생대 초대륙인 로렌시아와 곤드와나에 걸친 조산대였던 이베리아단층대가 있다. 피레네산맥은 이 보다 늦게 조산운동을 시작하여 알프스 조산대와 연결된다.

### 기후
이베리아반도는 동으로 지중해, 서로 대서양과 맞닿아 있고 대기순환에서 저위도의 열대 기단과 중위도의 온대 기단이 만나는 하강풍 지역과 가까이 위치해 있다. 이 때문에 지역에 따라 세 가지의 기후 유형을 보인다.
이베리아반도의 북부는 대서양의 영향으로 서안 해양성 기후를 보이며 비교적 선선한 여름과 따듯한 겨울로 연교차가 작다. 대표적인 지역으로 빌바오가 있다.
| 빌바오 공항: 1981-2010의 기후               | 빌바오 공항: 1981-2010의 기후 | 빌바오 공항: 1981-2010의 기후 | 빌바오 공항: 1981-2010의 기후 | 빌바오 공항: 1981-2010의 기후 | 빌바오 공항: 1981-2010의 기후 | 빌바오 공항: 1981-2010의 기후 | 빌바오 공항: 1981-2010의 기후 | 빌바오 공항: 1981-2010의 기후 | 빌바오 공항: 1981-2010의 기후 | 빌바오 공항: 1981-2010의 기후 | 빌바오 공항: 1981-2010의 기후 | 빌바오 공항: 1981-2010의 기후 | 빌바오 공항: 1981-2010의 기후 |
| 월                                          | 1월                           | 2월                           | 3월                           | 4월                           | 5월                           | 6월                           | 7월                           | 8월                           | 9월                           | 10월                          | 11월                          | 12월                          | 연간                          |
| ------------------------------------------- | ----------------------------- | ----------------------------- | ----------------------------- | ----------------------------- | ----------------------------- | ----------------------------- | ----------------------------- | ----------------------------- | ----------------------------- | ----------------------------- | ----------------------------- | ----------------------------- | ----------------------------- |
| 일평균 최고 기온 °C (°F)                    | 13.4 (56.1)                   | 14.3 (57.7)                   | 16.5 (61.7)                   | 17.6 (63.7)                   | 20.8 (69.4)                   | 23.4 (74.1)                   | 25.4 (77.7)                   | 26.0 (78.8)                   | 24.6 (76.3)                   | 21.4 (70.5)                   | 16.6 (61.9)                   | 13.9 (57.0)                   | 19.5 (67.1)                   |
| 일일 평균 기온 °C (°F)                      | 9.3 (48.7)                    | 9.7 (49.5)                    | 11.5 (52.7)                   | 12.6 (54.7)                   | 15.7 (60.3)                   | 18.4 (65.1)                   | 20.4 (68.7)                   | 20.9 (69.6)                   | 19.2 (66.6)                   | 16.4 (61.5)                   | 12.4 (54.3)                   | 9.9 (49.8)                    | 14.7 (58.5)                   |
| 일평균 최저 기온 °C (°F)                    | 5.1 (41.2)                    | 5.1 (41.2)                    | 6.4 (43.5)                    | 7.6 (45.7)                    | 10.6 (51.1)                   | 13.4 (56.1)                   | 15.4 (59.7)                   | 15.7 (60.3)                   | 13.8 (56.8)                   | 11.4 (52.5)                   | 8.2 (46.8)                    | 5.9 (42.6)                    | 9.9 (49.8)                    |
| 평균 강수량 mm (인치)                       | 120 (4.7)                     | 86 (3.4)                      | 90 (3.5)                      | 107 (4.2)                     | 78 (3.1)                      | 60 (2.4)                      | 51 (2.0)                      | 77 (3.0)                      | 73 (2.9)                      | 111 (4.4)                     | 147 (5.8)                     | 122 (4.8)                     | 1,134 (44.6)                  |
| 평균 강수일수                               | 13                            | 11                            | 11                            | 13                            | 11                            | 7                             | 7                             | 8                             | 8                             | 11                            | 13                            | 12                            | 124                           |
| 평균 월간 일조시간                          | 85                            | 97                            | 132                           | 138                           | 169                           | 181                           | 186                           | 179                           | 160                           | 127                           | 88                            | 78                            | 1,610                         |
| 출처: Agencia Estatal de Meteorología, Aena |                               |                               |                               |                               |                               |                               |                               |                               |                               |                               |                               |                               |                               |

나머지 대부분은 지중해성 기후로 덥고 건조한 여름과 쌀쌀하고 습한 겨울을 특징으로 한다. 대표적인 지역으로 바르셀로나를 꼽을 수 있다.
| 바르셀로나의 기후                              | 바르셀로나의 기후 | 바르셀로나의 기후 | 바르셀로나의 기후 | 바르셀로나의 기후 | 바르셀로나의 기후 | 바르셀로나의 기후 | 바르셀로나의 기후 | 바르셀로나의 기후 | 바르셀로나의 기후 | 바르셀로나의 기후 | 바르셀로나의 기후 | 바르셀로나의 기후 | 바르셀로나의 기후 |
| 월                                             | 1월               | 2월               | 3월               | 4월               | 5월               | 6월               | 7월               | 8월               | 9월               | 10월              | 11월              | 12월              | 연간              |
| ---------------------------------------------- | ----------------- | ----------------- | ----------------- | ----------------- | ----------------- | ----------------- | ----------------- | ----------------- | ----------------- | ----------------- | ----------------- | ----------------- | ----------------- |
| 일평균 최고 기온 °C (°F)                       | 13.4 (56.1)       | 14.6 (58.3)       | 15.9 (60.6)       | 17.6 (63.7)       | 20.5 (68.9)       | 24.2 (75.6)       | 27.5 (81.5)       | 28.0 (82.4)       | 25.5 (77.9)       | 21.5 (70.7)       | 17.0 (62.6)       | 14.3 (57.7)       | 20.0 (68.0)       |
| 일일 평균 기온 °C (°F)                         | 8.9 (48.0)        | 10.0 (50.0)       | 11.3 (52.3)       | 13.1 (55.6)       | 16.3 (61.3)       | 20.0 (68.0)       | 23.1 (73.6)       | 23.7 (74.7)       | 21.1 (70.0)       | 17.1 (62.8)       | 12.6 (54.7)       | 10.0 (50.0)       | 15.6 (60.1)       |
| 일평균 최저 기온 °C (°F)                       | 4.4 (39.9)        | 5.3 (41.5)        | 6.7 (44.1)        | 8.5 (47.3)        | 12.0 (53.6)       | 15.7 (60.3)       | 18.6 (65.5)       | 19.3 (66.7)       | 16.7 (62.1)       | 12.6 (54.7)       | 8.1 (46.6)        | 5.7 (42.3)        | 11.1 (52.0)       |
| 평균 강수량 mm (인치)                          | 41 (1.6)          | 39 (1.5)          | 42 (1.7)          | 49 (1.9)          | 59 (2.3)          | 42 (1.7)          | 20 (0.8)          | 61 (2.4)          | 85 (3.3)          | 91 (3.6)          | 58 (2.3)          | 51 (2.0)          | 640 (25.2)        |
| 평균 강수일수 (≥ 1 mm)                         | 5                 | 4                 | 5                 | 5                 | 5                 | 4                 | 2                 | 4                 | 5                 | 6                 | 5                 | 5                 | 55                |
| 평균 월간 일조시간                             | 149               | 163               | 200               | 220               | 244               | 262               | 310               | 282               | 219               | 180               | 146               | 138               | 2,524             |
| 출처: 세계 기상 기구(국제 연합), 스페인 기상청 |                   |                   |                   |                   |                   |                   |                   |                   |                   |                   |                   |                   |                   |

이베리아 동부의 고원 지대는 강수량이 적어 스텝 기후를 보인다. 사라고사를 예로 들 수 있다.
| 사라고사 공항: 1981-2010의 기후       | 사라고사 공항: 1981-2010의 기후 | 사라고사 공항: 1981-2010의 기후 | 사라고사 공항: 1981-2010의 기후 | 사라고사 공항: 1981-2010의 기후 | 사라고사 공항: 1981-2010의 기후 | 사라고사 공항: 1981-2010의 기후 | 사라고사 공항: 1981-2010의 기후 | 사라고사 공항: 1981-2010의 기후 | 사라고사 공항: 1981-2010의 기후 | 사라고사 공항: 1981-2010의 기후 | 사라고사 공항: 1981-2010의 기후 | 사라고사 공항: 1981-2010의 기후 | 사라고사 공항: 1981-2010의 기후 |
| 월                                    | 1월                             | 2월                             | 3월                             | 4월                             | 5월                             | 6월                             | 7월                             | 8월                             | 9월                             | 10월                            | 11월                            | 12월                            | 연간                            |
| ------------------------------------- | ------------------------------- | ------------------------------- | ------------------------------- | ------------------------------- | ------------------------------- | ------------------------------- | ------------------------------- | ------------------------------- | ------------------------------- | ------------------------------- | ------------------------------- | ------------------------------- | ------------------------------- |
| 역대 최고 기온 °C (°F)                | 20.6 (69.1)                     | 25.5 (77.9)                     | 28.3 (82.9)                     | 32.4 (90.3)                     | 36.5 (97.7)                     | 41.0 (105.8)                    | 44.5 (112.1)                    | 42.8 (109.0)                    | 39.2 (102.6)                    | 32.0 (89.6)                     | 28.4 (83.1)                     | 22.0 (71.6)                     | 44.5 (112.1)                    |
| 일평균 최고 기온 °C (°F)              | 10.5 (50.9)                     | 13.1 (55.6)                     | 17.3 (63.1)                     | 19.6 (67.3)                     | 24.1 (75.4)                     | 29.3 (84.7)                     | 32.4 (90.3)                     | 31.7 (89.1)                     | 27.1 (80.8)                     | 21.4 (70.5)                     | 14.8 (58.6)                     | 10.8 (51.4)                     | 21.0 (69.8)                     |
| 일일 평균 기온 °C (°F)                | 6.6 (43.9)                      | 8.2 (46.8)                      | 11.6 (52.9)                     | 13.8 (56.8)                     | 18.0 (64.4)                     | 22.6 (72.7)                     | 25.3 (77.5)                     | 25.0 (77.0)                     | 21.2 (70.2)                     | 16.2 (61.2)                     | 10.6 (51.1)                     | 7.0 (44.6)                      | 15.5 (59.9)                     |
| 일평균 최저 기온 °C (°F)              | 2.7 (36.9)                      | 3.3 (37.9)                      | 5.8 (42.4)                      | 7.9 (46.2)                      | 11.8 (53.2)                     | 15.8 (60.4)                     | 18.3 (64.9)                     | 18.3 (64.9)                     | 15.2 (59.4)                     | 11.0 (51.8)                     | 6.3 (43.3)                      | 3.2 (37.8)                      | 10.0 (49.9)                     |
| 역대 최저 기온 °C (°F)                | −10.4 (13.3)                    | −11.4 (11.5)                    | −6.3 (20.7)                     | −2.4 (27.7)                     | 0.5 (32.9)                      | 1.6 (34.9)                      | 8.0 (46.4)                      | 8.4 (47.1)                      | 4.8 (40.6)                      | 0.6 (33.1)                      | −5.6 (21.9)                     | −9.5 (14.9)                     | −11.4 (11.5)                    |
| 평균 강수량 mm (인치)                 | 21.0 (0.83)                     | 21.5 (0.85)                     | 19.1 (0.75)                     | 39.3 (1.55)                     | 43.7 (1.72)                     | 26.4 (1.04)                     | 17.3 (0.68)                     | 16.6 (0.65)                     | 29.5 (1.16)                     | 36.4 (1.43)                     | 29.8 (1.17)                     | 21.4 (0.84)                     | 322 (12.67)                     |
| 평균 강수일수 (≥ 1 mm)                | 4.0                             | 3.9                             | 3.7                             | 5.7                             | 6.4                             | 4.0                             | 2.6                             | 2.3                             | 3.2                             | 5.4                             | 5.1                             | 4.8                             | 51.1                            |
| 평균 강설일수                         | 0.7                             | 0.4                             | 0.2                             | 0.0                             | 0.0                             | 0.0                             | 0.0                             | 0.0                             | 0.0                             | 0.0                             | 0.1                             | 0.5                             | 2.4                             |
| 평균 상대 습도 (%)                    | 75                              | 67                              | 59                              | 57                              | 54                              | 49                              | 47                              | 51                              | 57                              | 67                              | 73                              | 76                              | 61                              |
| 평균 월간 일조시간                    | 131                             | 165                             | 217                             | 226                             | 274                             | 307                             | 348                             | 315                             | 243                             | 195                             | 148                             | 124                             | 2,693                           |
| 출처: Agencia Estatal de Meteorología |                                 |                                 |                                 |                                 |                                 |                                 |                                 |                                 |                                 |                                 |                                 |                                 |                                 |

## 국가와 도시
이베리아반도에 있는 나라는 다음과 같다.
| 국가     | 면적Km² | 비율% | 언어       | 수도         | 기타/특이사항                                            |
| -------- | ------- | ----- | ---------- | ------------ | -------------------------------------------------------- |
| 스페인   | 492,175 | 84.6  | 스페인어   | 마드리드     | 이베리아반도 최대면적 국가                               |
| 안도라   | 468     | 0.08  | 카탈루냐어 | 안도라라벨랴 | 피레네산맥의 카탈루냐-영토분쟁 지역 프랑스 국경지대 위치 |
| 지브롤터 | 6.5     | 0.001 | 영어       | 지브롤터     | 남쪽 끝 위치 영국령 항구, 영국 해외영토                  |
| 포르투갈 | 89,015  | 15.3  | 포르투갈어 | 리스본       | 이베리아반도 서쪽 위치                                   |

이베리아반도의 주요 도시권은 다음과 같다.
| 메트로폴리스      | 국가     | 인구 (2019년) |
| ----------------- | -------- | ------------- |
| 마드리드 도시권   | 스페인   | 6,641,649     |
| 바르셀로나 도시권 | 스페인   | 5,575,204     |
| 리스본 도시권     | 포르투갈 | 2,846,332     |
| 발렌시아          | 스페인   | 2,540,588     |
| 세비야            | 스페인   | 1,949,640     |
| 알리칸테          | 스페인   | 1,862,780     |
| 포르투 도시권     | 포르투갈 | 1,722,374     |
| 말라가            | 스페인   | 1,660,985     |
| 무르시아          | 스페인   | 1,487,663     |
| 카디스            | 스페인   | 1,249,739     |
| 빌바오 도시권     | 스페인   | 1,137,191     |
| 오비에도          | 스페인   | 1,022,205     |

## 언어
이베리아반도에서 현존하는 비인도유럽어로는 바스크어가 유일하다. 바스크어는 주변의 언어와 관련 없는 고립어이다. 이를 제외하면 이베리아의 모든 언어는 인도유럽어족의 한 가지로 민중 라틴어에 기원을 둔 서부 로망스어군에 속한다. 상고 시대에서 근세까지 이베리아반도에는 켈트족, 이베리아인, 서고트족, 아랍인, 베르베르족 등 다양한 민족이 여러 언어를 사용하였다는 기록이 남아있다. 그러나 이베리아반도에 오늘날까지 이들의 언어를 사용하는 사람이 남아 있지는 않다.
오늘날 이베리아반도의 주요 언어는 스페인어(화자 약 4천5백만 명), 포르투갈어(화자 약 1천만 명), 카탈루냐어(화자 약 7백만 명), 갈리시아어(화자 약 2백8십만 명), 바스크어(화자 약 1백만 명)이다. 근세에 스페인과 포르투갈의 해외 식민지 형성으로 스페인어와 포르투갈어는 세계어 가운데 하나가 되었다.
이외에 소수 언어로 아스투리아스레온어, 미란다어, 아라곤어 등이 있다.

## 음악과 공연

### 파두
파두(포르투갈어: fado, 포르투갈어 발음: [ˈfaðu])는 포르투갈의 음악 장르이다. 주로 검은 옷을 입은 솔로 가수가 부르는 노래 형식이며, 포르투갈 기타와 클래식 기타 연주가 함께한다. 어쿠스틱 베이스 기타나 콘트라베이스가 반주 악기로 포함되기도 한다. 2011년 11월에 유네스코 무형문화유산으로 선정되었다.

### 플라멩코

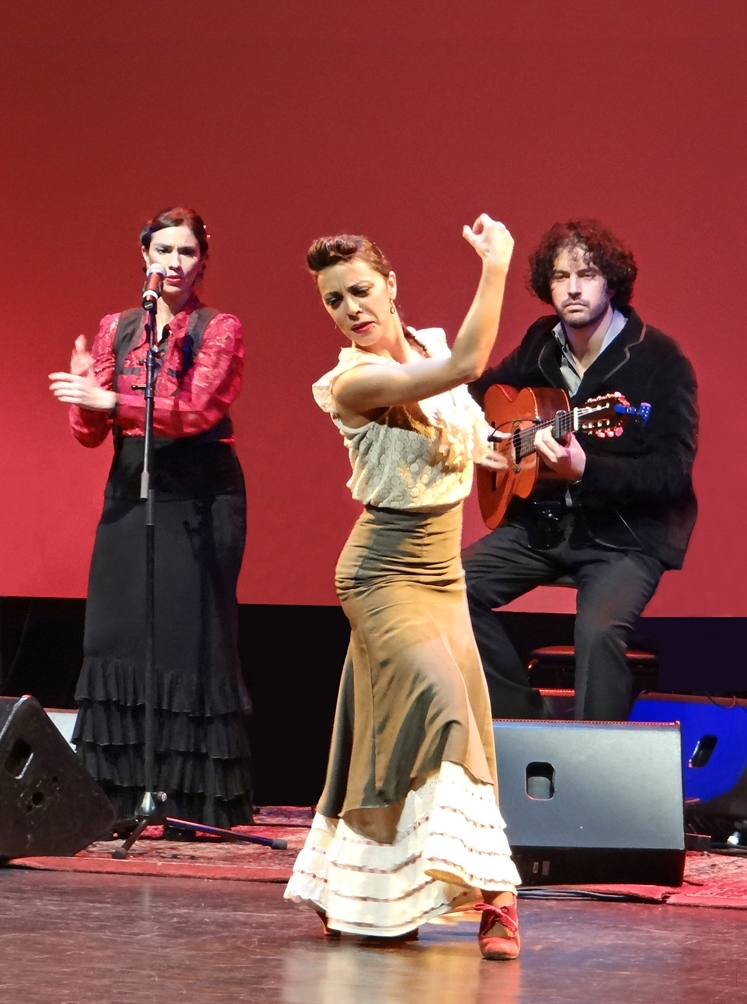
플라멩코 공연 모습

플라멩코는 스페인 남부 안달루시아 지방의 전통적인 민요와 향토 무용, 그리고 기타 반주 세 가지가 일체가 되어 형성하는 전통예술이다. 플라멩코의 노래인 칸테(스페인어: cante)는 대개 코러스 없이 가수가 앉아서 노래한다. 가사는 단순 간결하며 희노애락의 감정을 표현한다. 춤은 남녀 모두 추는데 남성의 경우 발을 보다 많이 사용하고 여성은 춤사위가 보다 부드럽고 관능적이다. 악기로는 기타가 주를 이루고 이외에 캐스터네츠, 박수, 발구르기와 같은 소리를 이용한다. 2010년 유네스코 무형문화유산으로 등재되었다.

### 호타
호타는 아라곤 지방을 중심으로 전해지는 전통 춤곡이다.

## 같이 보기
- 히스파니아
- 히스패닉